# Kojetín
Kojetín (hanácky Kojatin, německy Kojetein) je město, které se nachází v okrese Přerov v Olomouckém kraji. Žije zde přibližně 5 800 obyvatel. Leží 9 km severozápadně od Kroměříže a 15 km jihozápadně od Přerova. Kojetín leží na pravém břehu řeky Moravy v nadmořské výšce 201 m. 

## Název

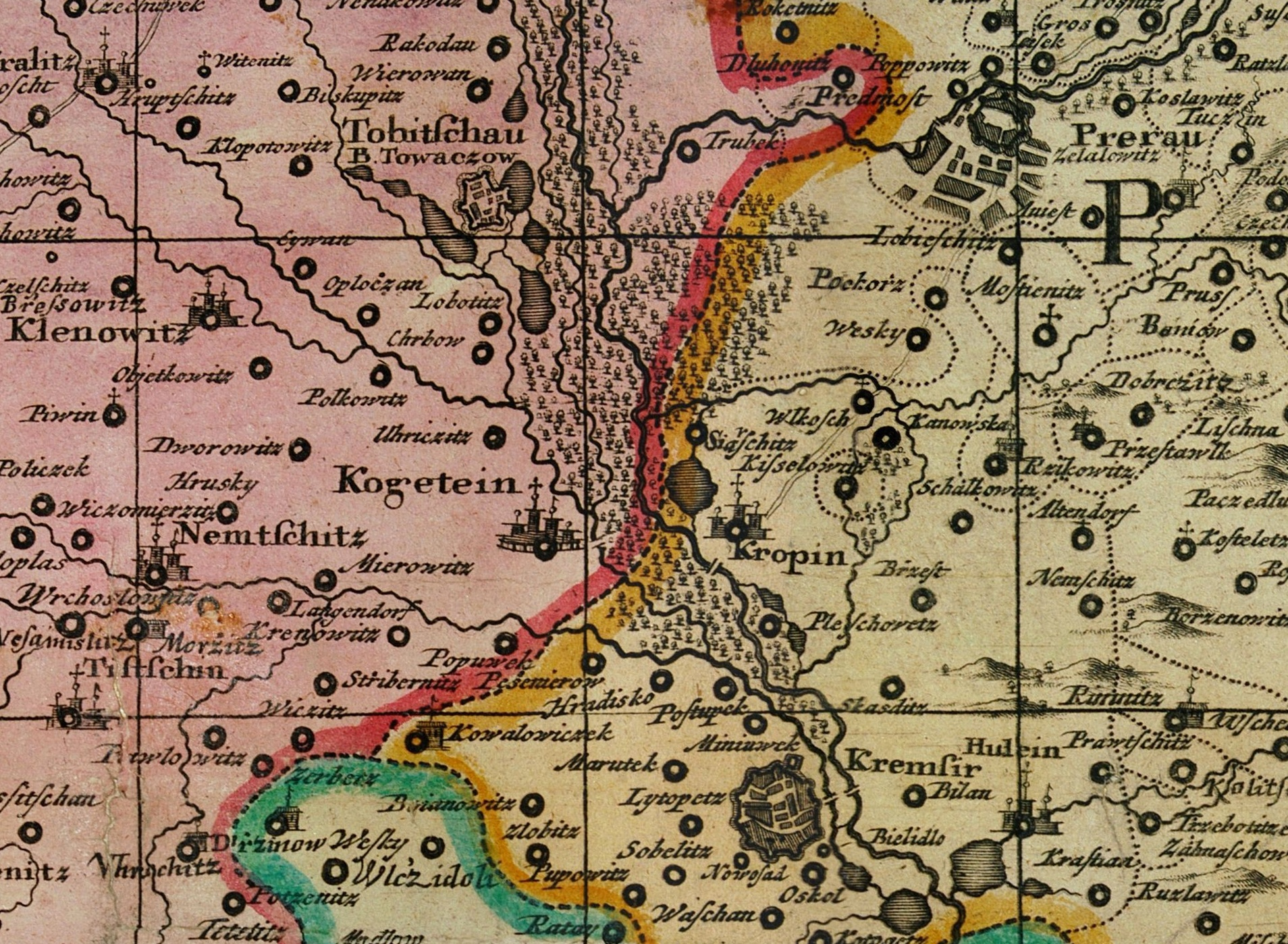
Müllerova mapa Moravy, 2. vydání, r. 1790, výřez z mapového listu 11.

Jméno sídla bylo odvozeno od osobního jména Kojeta, mladší podoby původního Kojata. Jméno znamenalo „Kojetův majetek”. Židovský název města v jidiš zní גויטיין (Gojtýn).

## Historie
První písemná zmínka o Kojetíně pochází z roku 1233 a nachází se v listině moravského markraběte Přemysla. Zde se píše o újezdu kojetínském. V lokalitě Suché louky, asi 1 km jihovýchodně od dnešního nádraží je zmiňován středověký hrad.
Pražské biskupství drželo Kojetín od dvanáctého nebo počátek třináctého století až do doby husitského hnutí. Po skončení husitských válek bylo panství pronajato panu Jiřímu že Šternberka, za 5000 zlatek uherských. Kojetínské panství a samo město Kojetín vzrůstá za pánů z Pernštejna. Tomu přispělo udělení práva výročního trhu, které na žádost Jana z Pernštejna udělil Kojetínu český král Ludvík Jagellonský v roce 1523.
Od roku 1948 do roku 1960 byl Kojetín okresním městem.

## Geografie
Větší města v okruhu Kojetína :
| Růžice kompasu | Prostějov (~ 19 km)          | Olomouc (~ 32,8 km) | Přerov (~ 19 km)       | Růžice kompasu |
| Růžice kompasu | Němčice nad Hanou (~ 8,4 km) | Sever               | Hulín (~ 13 km)        | Růžice kompasu |
| Růžice kompasu | Němčice nad Hanou (~ 8,4 km) | Kojetín             | Hulín (~ 13 km)        | Růžice kompasu |
| Růžice kompasu | Němčice nad Hanou (~ 8,4 km) | Jih                 | Hulín (~ 13 km)        | Růžice kompasu |
| Růžice kompasu | Vyškov (~ 31,2 km)           | Kroměříž (~ 9 km)   | Luhačovice (~ 59,5 km) | Růžice kompasu |

## Obecní správa

### Části města
- Kojetín I-Město
- Kojetín II-Popůvky
- Kojetín III-Kovalovice

Od 1. ledna 1976 do 23. listopadu 1990 k městu patřily i Měrovice nad Hanou.

## Školství
Nacházejí se zde dvě mateřské školky. Jedna mateřská školka se nachází na Komenského náměstí 49 a nese název Mateřská škola sv. Josefa v Kojetíně. Druhá mateřská školka je rozdělena do dvou budov a nese název Mateřská škola Kojetín, p.o. První budovu nalezneme na ulici Hanusíkova 10 a druhou na Masarykově náměstí 52.
Základní školy jsou zde také dvě. Základní škola Kojetín, náměstí Míru 83 a Základní škola Kojetín, Svatopluka Čecha 586. Zde je vzdělávání poskytováno dětem z Kojetína a jeho místních částí Kovalovic a Popůvek. Od druhého stupně ZŠ sem také dojíždějí děti z okolních obcí, Polkovic, Uhřičic, Křenovic, Stříbrnic a Měrovic nad Hanou. Dále zde nalezneme Gymnázium Kojetín, Svatopluka Čecha 683, na které dojíždí velké množství studentů z blízkého okolí. Nachází se zde i Základní a speciální škola Kojetín, která poskytuje speciální výuku žáků. Budova se nachází na ulici Sladovní 492 a je součástí příspěvkové organizace Odborné učiliště a Základní škola, Křenovice.
Součástí kojetínských školských zařízení je také dům dětí a mládeže, školní jídelna, základní umělecká škola a sportovní hala. Tato zařízení jsou rovněž volně dostupná široké veřejnosti.

## Demografie
Vývoj počtu obyvatel:
| Rok            | 2006  | 2012  |
| -------------- | ----- | ----- |
| Počet obyvatel | 6 477 | 6 378 |

## Doprava
Územím města prochází dálnice D1, a silnice I/47 v úseku Vyškov – Kroměříž. Ze severu na jih prochází městem silnice II/367 v úseku Olomouc – dálnice D1, a na východ z města na Chropyni vede silnice II/436. Silnice III. třídy jsou:
- III/04715 ze silnice I/47 na Kovalovice
- III/04718 (ulice Podvalí)
- III/36723 (ulice Palackého)
- III/4335 Měrovice nad Hanou – Kojetín
- III/43327 Kojetín – Popůvky – I/47
- III/43328 z Křenovic na Kojetín
- III/43329 (ulice Svatopluka Čecha)

Městem prochází železniční trať Brno-Přerov, zastavují zde rychlíky jezdící mezi Brnem a Bohumínem. Ze stanice  Kojetín vychází dvě další tratě, železniční trať Kojetín – Valašské Meziříčí a železniční trať Kojetín–Tovačov, na které byl provoz osobní dopravy zastaven v roce 1981.

## Pamětihodnosti
- Kostel Nanebevzetí Panny Marie na náměstí Komenského
- Židovský hřbitov
- Pomník hladového pochodu
- Hotel Pivovar
- Morový sloup na Masarykově náměstí
- Smírčí kříž
- Sochy svatého Václava a svaté Anny
- Fara na náměstí Komenského
- Fara, bývalý rabínský dům
- Boží muka
- Synagoga

## Osobnosti
- Jan Tomáš Kuzník (1716–1786), český kantor, básník a hudební skladatel
- František Antonín Šebesta (1724–1789), zvaný Sebastini, český malíř
- Josef Chytil (1812—1861), český historik, archivář v Moravském zemském archivu a národní buditel
- Beda Dudík (1815–1890), moravský historik
- David Kaufmann (1852–1899), profesor zemského rabínského semináře v Budapešti
- Marie Gardavská (1871–1937), malířka
- Čeněk Slepánek (1878–1944), spisovatel a publicista
- Eduard Hedvíček (1878–1949), rakouský spolkový úředník
- Karel Bíbr (1887–1972), architekt
- František Kulfánek (1888–1947)[6]
- Alexander Niklitschek (1892–1953), rakouský spisovatel
- Alois Kulfánek (1893–1920)[7]
- Josef Kulfánek, ředitel[zdroj?]
- Adolf Procházka (1900–1970), český právník, vysokoškolský učitel a poválečný politik Československé strany lidové (ministr zdravotnictví)
- Jana Berdychová roz. Dudíková (1909–2007), vědecká pracovnice a cvičitelka
- Vratislav Liška (1921–1948), pilot-stíhač 312. československé stíhací peruti RAF. Zahynul při cvičném letu na školním letounu v roce 1948.[8][9]
- Ludmila Hermanová (1929–?), učitelka, herečka a zpěvačka
- Vratislav Křivák (* 1954), básník, autor básnických sbírek[10]
- Goiteinové, židovská rodina z Kojetína

## Galerie

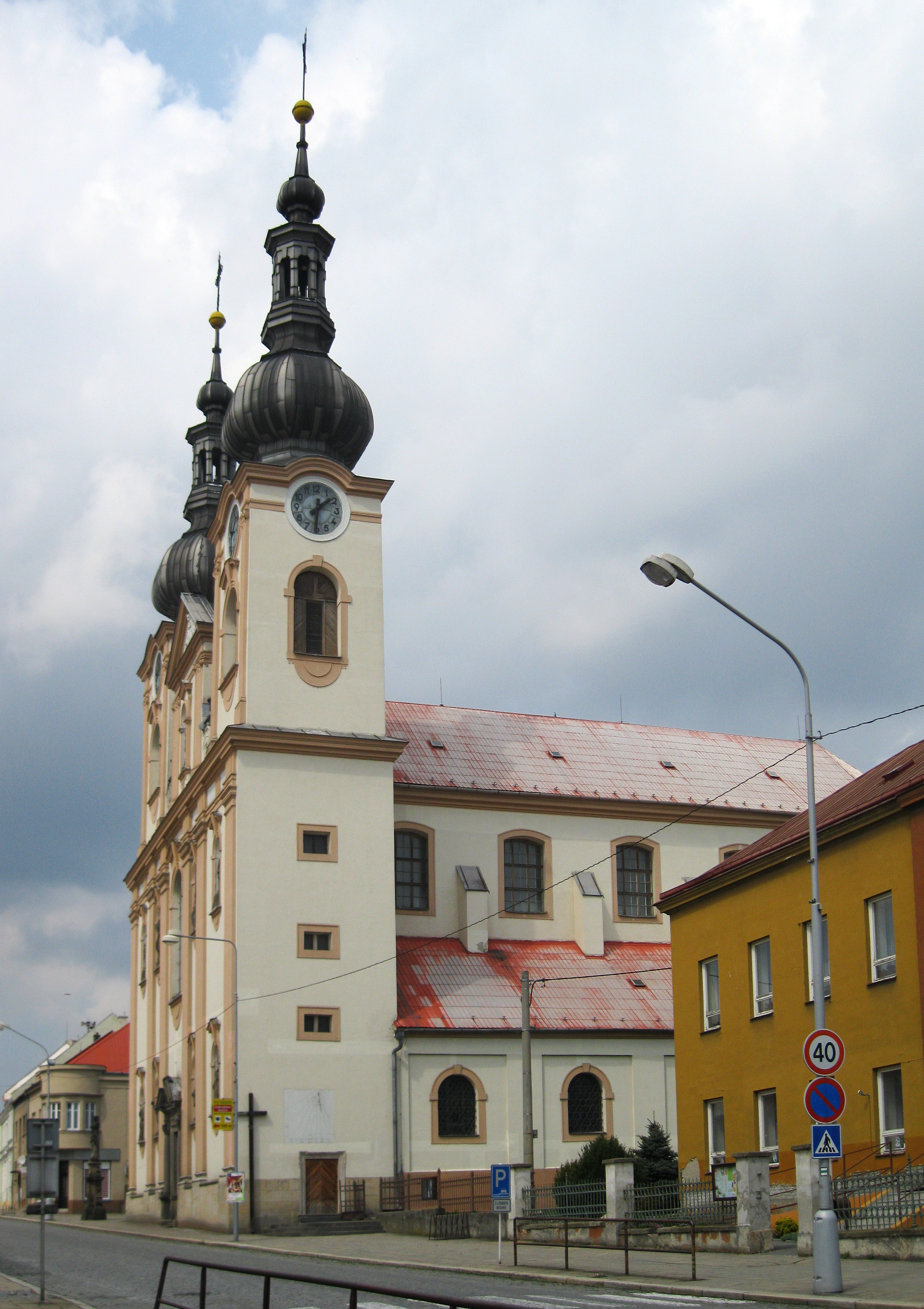
Kostel Nanebevzetí Panny Marie
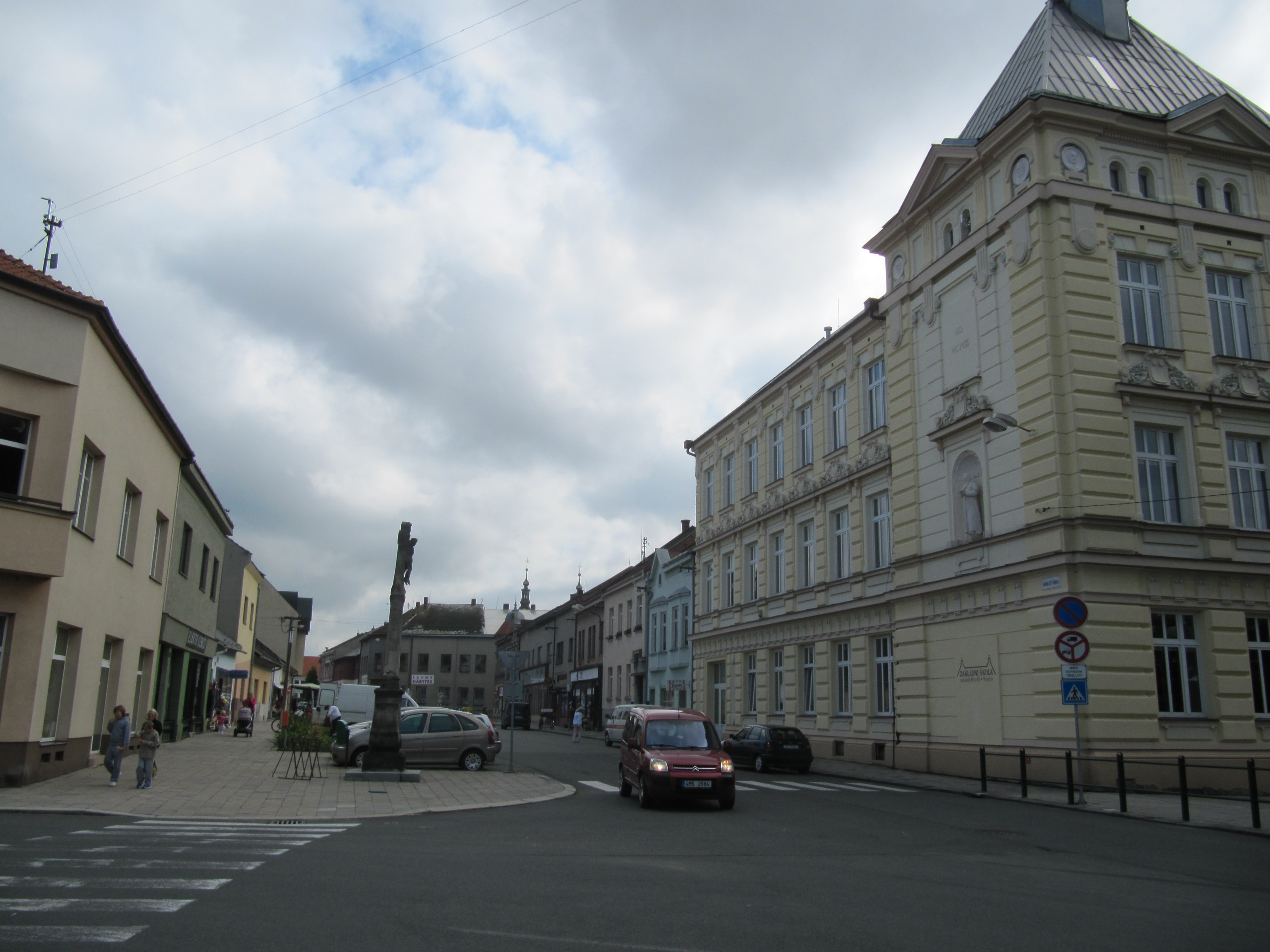
Náměstí Míru
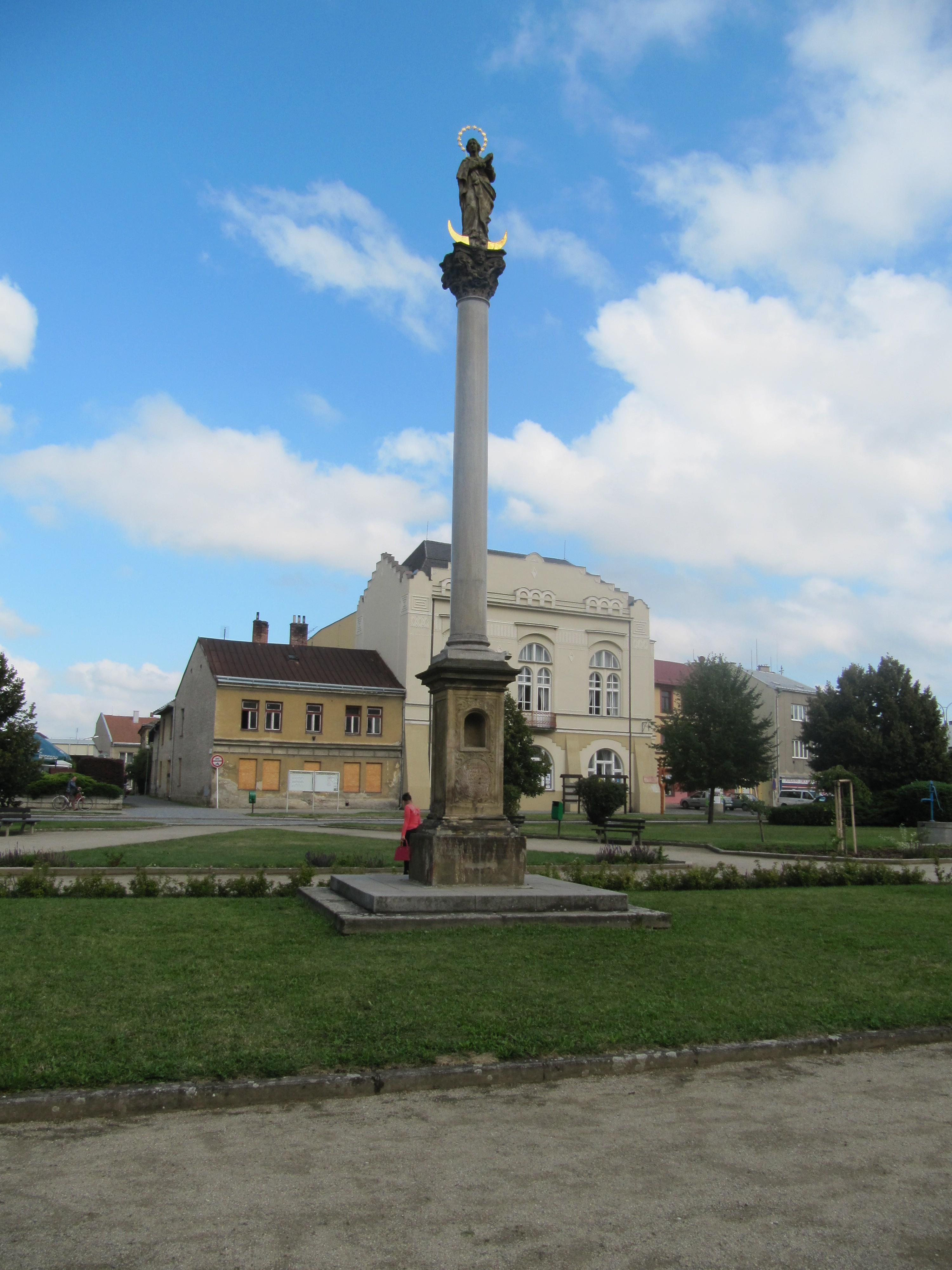
Morový sloup na Masarykově náměstí
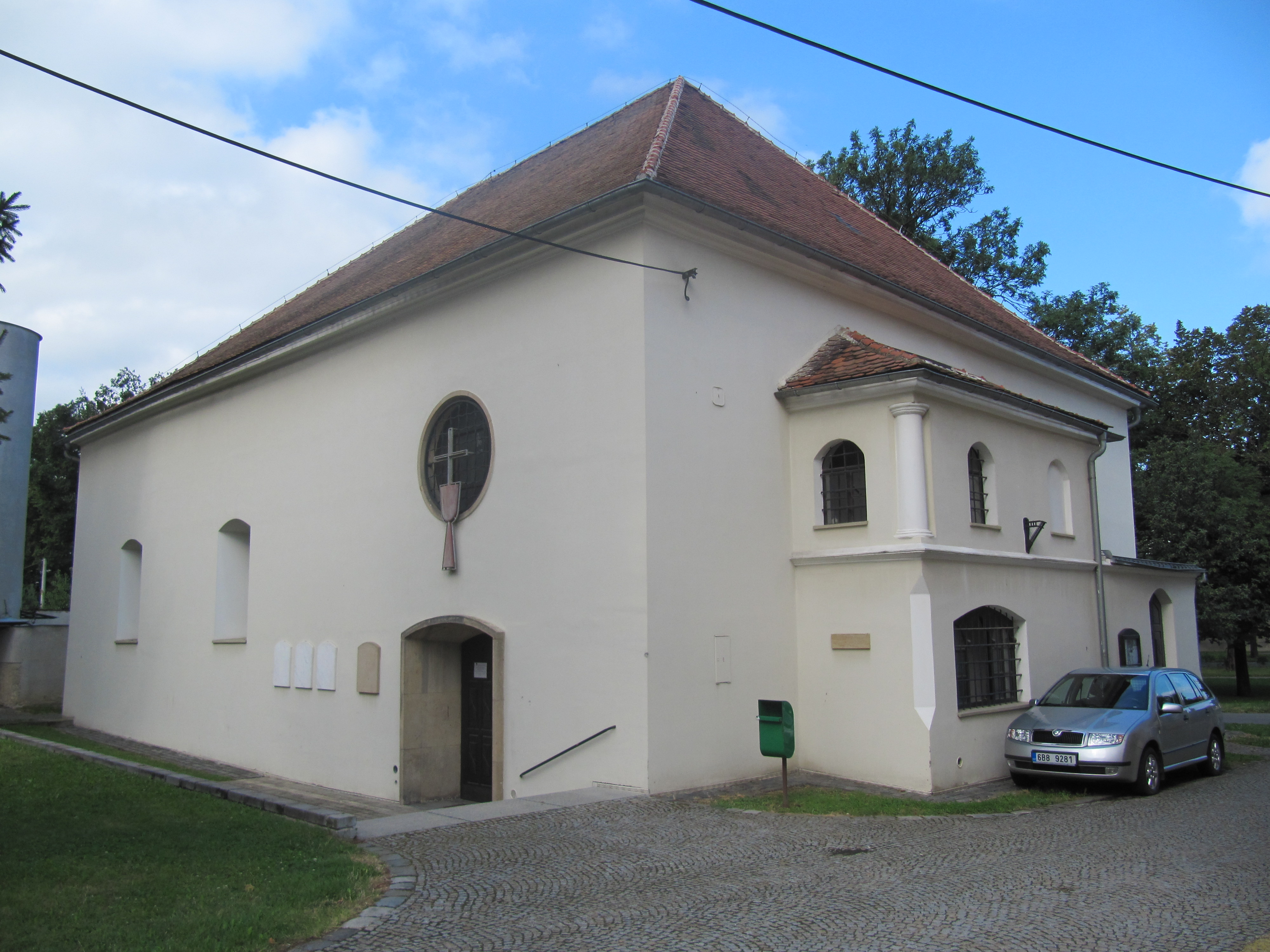
Bývalá synagoga
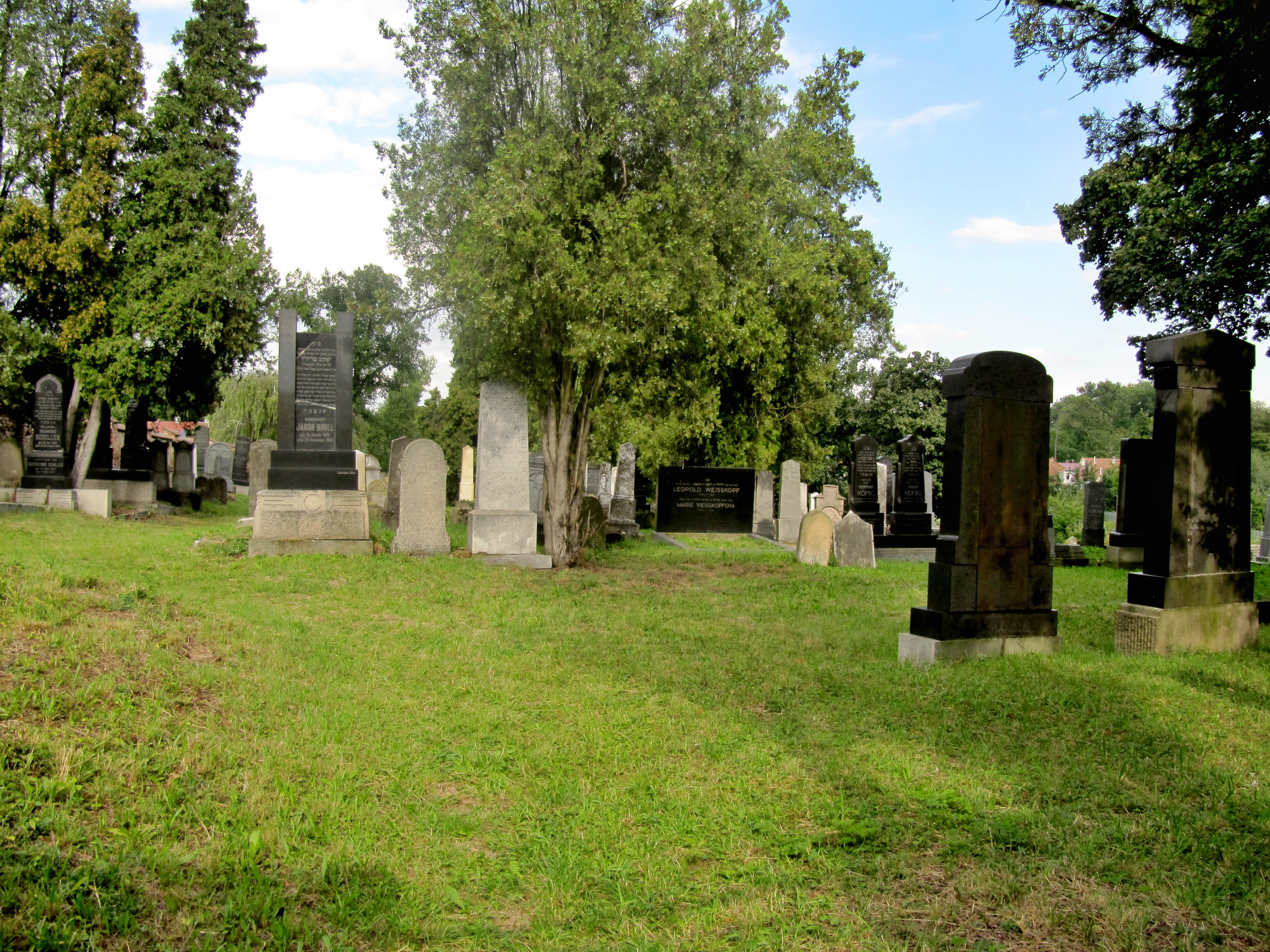
Židovský hřbitov
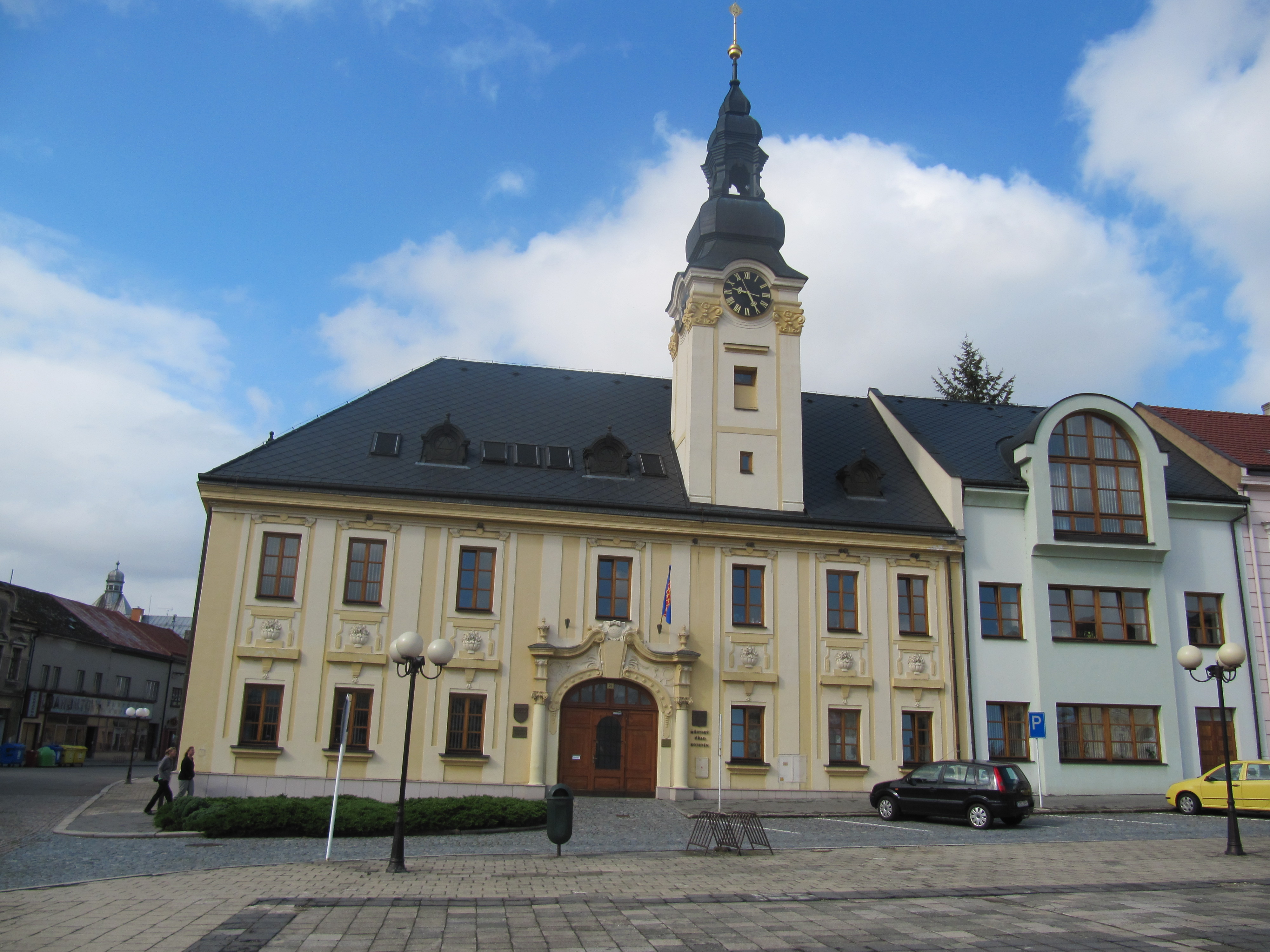
Městský úřad
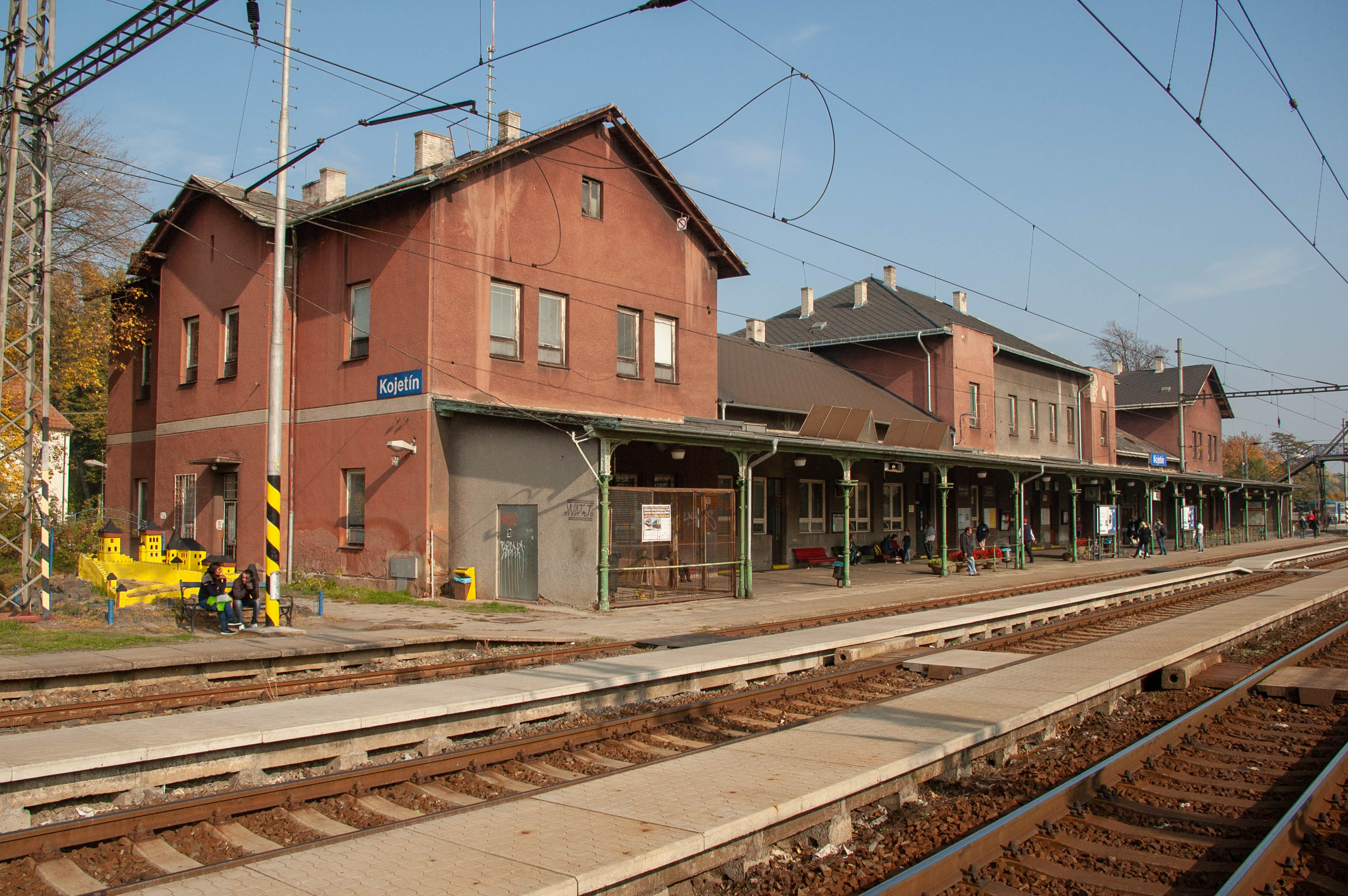
Nádraží
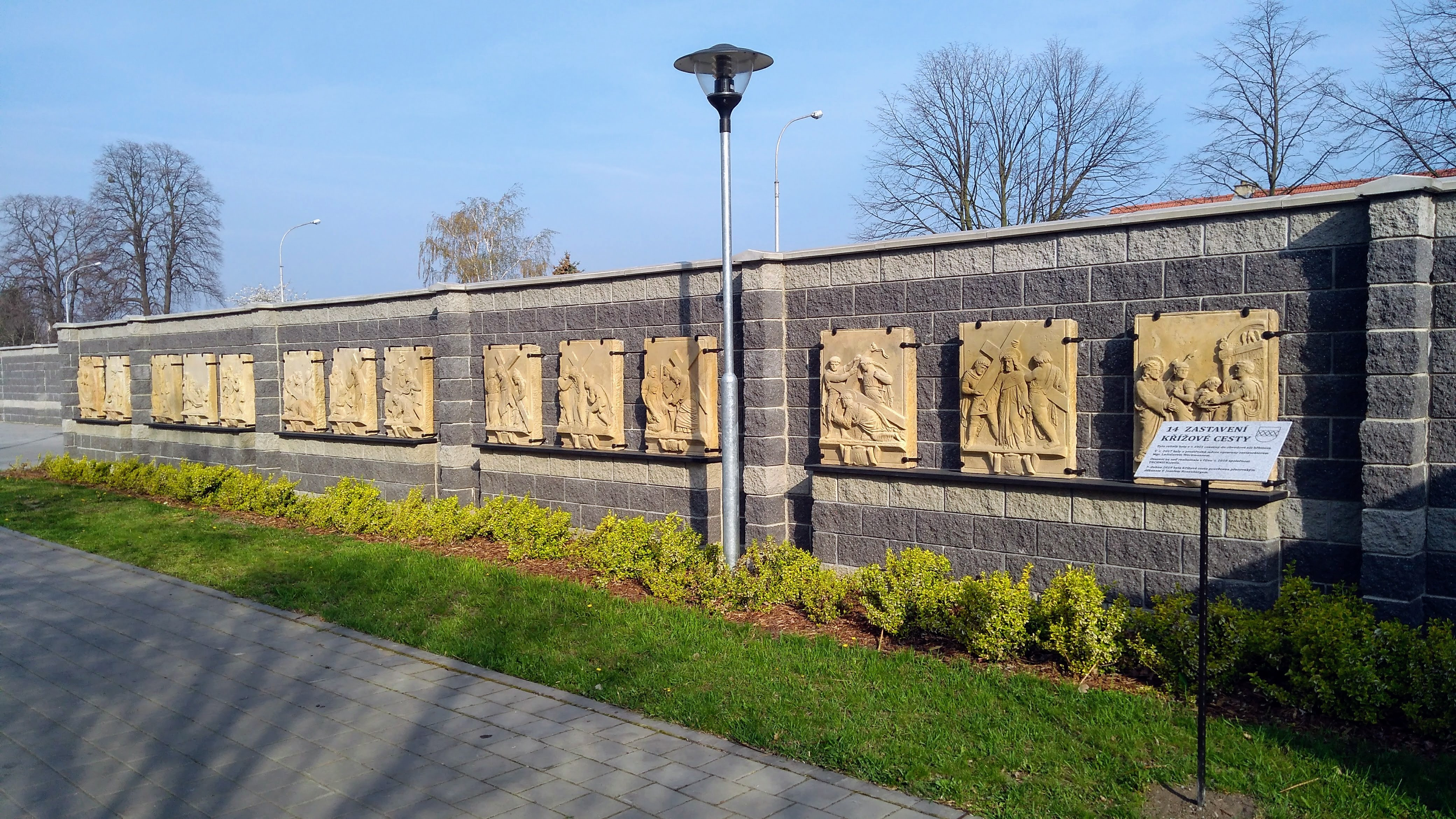
Křížová cesta na zdi městského hřbitova